# Psilochilus
Psilochilus es un género con 7 especies de orquídeas de hábito terrestre. Es originario de México hasta América tropical.

## Descripción
Sus especies se caracterizan por presentar hojas verdes bien desarrolladas y gruesas, con la parte inferior del tallo un poco caído, ascendente, y adornado con pequeñas raíces adventicias y carnosas, con nodos en particular.
La inflorescencia es apical, con flores que se abren en la siguiente secuencia. Estas son relativamente pequeñas, con pocos segmentos abiertos. Los sépalos se asemejan a los pétalos. La columna es delgada en la base.

## Distribución y hábitat
Psilochilus está compuesta por siete u ocho especies de orquídeas que se encuentran en el bosque sombrío, algunas anteriormente sometidas al género Pogonia. La mayoría son procedentes de los países del noroeste de América Latina y los Andes, pero dos se producen en los bosques de Brasil.

## Taxonomía
La especie fue propuesta por João Barbosa Rodrigues, y publicado en Genera et Species Orchidearum Novarum 2: 272, en el año 1881. La especie tipo es Psilochilus modestus Barb.Rodr.. 

## Etimología
El nombre del género viene del griego psilo, calvo, y chilus, labio, refiriéndose a los labios de las flores glabras.

## Especies
- Psilochilus carinatus Garay, Bot. Mus. Leafl. 26: 2 (1978).
- Psilochilus dusenianus Kraenzl. ex Garay & Dunst., Venez. Orchids Ill. 3: 274 (1965).
- Psilochilus macrophyllus (Lindl.) Ames, Orchidaceae 7: 45 (1922).
- Psilochilus maderoi (Schltr.) Schltr., Arch. Bot. São Paulo 1: 180 (1926).
- Psilochilus modestus Barb.Rodr., Gen. Spec. Orchid. 2: 273 (1882).
- Psilochilus mollis Garay, Opera Bot., B 9(225: 1): 47 (1978).
- Psilochilus physurifolius (Rchb.f.) Løjtnant, Bot. Not. 130: 168 (1977).